# Posłowie na Sejm Rzeczypospolitej Polskiej IX kadencji
Posłowie na Sejm Rzeczypospolitej Polskiej IX kadencji – posłowie wybrani podczas wyborów parlamentarnych, które odbyły się w dniu 13 października 2019.
Pierwsze posiedzenie odbyło się 12, 13, 19 i 21 listopada 2019, a ostatnie, 81. – 16, 17 i 30 sierpnia 2023. Kadencja Sejmu trwała od 12 listopada 2019 do 12 listopada 2023.
Kluby i koła na pierwszym posiedzeniu Sejmu IX kadencji i stan na koniec kadencji.
| \| Ugrupowanie polityczne \| Ugrupowanie polityczne \| XI 2019 \| XI 2023 \| +/− \| \| \| ---------------------- \| --------------------------------------- \| ------- \| ------- \| --- \| --- \| \| \| Prawo i Sprawiedliwość \| 235 \| 227 \| 8 \| \| \| \| Koalicja Obywatelska \| 134 \| 129 \| 5 \| \| \| \| Lewica[a] \| 49 \| 42 \| 7 \| \| \| \| Koalicja Polska[b] \| 30 \| 26 \| 4 \| \| \| \| Konfederacja \| 11 \| 11 \| \| \| \| \| Polska 2050[c] \| – \| 6 \| – \| \| \| \| Kukiz’15 – Demokracja Bezpośrednia[d] \| – \| 3 \| – \| \| \| \| Koło Poselskie Lewicy Demokratycznej[e] \| – \| 3 \| – \| \| \| \| Polskie Sprawy[f] \| – \| 3 \| – \| \| \| \| Posłowie niezrzeszeni[g] \| 1 \| 9 \| 8 \| \| \| Razem \| Razem \| 460 \| 459 \| 459 \| 459 \| | Podział 460 mandatów: Lewica: 49 KO: 134 KP: 30 Konfederacja: 11 PiS: 235 Niezrz.: 1 |         |         |     |     |
| Ugrupowanie polityczne | Ugrupowanie polityczne                                                               | XI 2019 | XI 2023 | +/− |     |
| | Prawo i Sprawiedliwość                                                               | 235     | 227     | 8   |     |
| | Koalicja Obywatelska                                                                 | 134     | 129     | 5   |     |
| | Lewica                                                                               | 49      | 42      | 7   |     |
| | Koalicja Polska                                                                      | 30      | 26      | 4   |     |
| | Konfederacja                                                                         | 11      | 11      |     |     |
| | Polska 2050                                                                          | –       | 6       | –   |     |
| | Kukiz’15 – Demokracja Bezpośrednia                                                   | –       | 3       | –   |     |
| | Koło Poselskie Lewicy Demokratycznej                                                 | –       | 3       | –   |     |
| | Polskie Sprawy                                                                       | –       | 3       | –   |     |
| | Posłowie niezrzeszeni                                                                | 1       | 9       | 8   |     |
| Razem | Razem                                                                                | 460     | 459     | 459 | 459 |

## Prezydium Sejmu IX kadencji
| Poseł                                                               | Poseł                     | Funkcja             | Klub                                                                                    | Czas pełnienia funkcji | Czas pełnienia funkcji |
| Poseł                                                               | Poseł                     | Funkcja             | Klub                                                                                    | Od                     | Do                     |
| ------------------------------------------------------------------- | ------------------------- | ------------------- | --------------------------------------------------------------------------------------- | ---------------------- | ---------------------- |
|                                                                     | Antoni Macierewicz        | Marszałek senior    | KP Prawo i Sprawiedliwość                                                               | 12 listopada 2019(dts) | 12 listopada 2019(dts) |
| Marszałek senior przewodniczy obradom Sejmu przed wyborem Prezydium |                           |                     |                                                                                         |                        |                        |
|                                                                     | Elżbieta Witek            | Marszałek Sejmu     | KP Prawo i Sprawiedliwość                                                               | 12 listopada 2019(dts) | 12 listopada 2023(dts) |
|                                                                     | Włodzimierz Czarzasty     | Wicemarszałek Sejmu | Koalicyjny KP Lewicy (Nowa Lewica, Razem)                                               | 12 listopada 2019(dts) | 12 listopada 2023(dts) |
|                                                                     | Małgorzata Gosiewska      | Wicemarszałek Sejmu | KP Prawo i Sprawiedliwość                                                               | 12 listopada 2019(dts) | 12 listopada 2023(dts) |
|                                                                     | Małgorzata Kidawa-Błońska | Wicemarszałek Sejmu | KP Koalicja Obywatelska – Platforma Obywatelska, Nowoczesna, Inicjatywa Polska, Zieloni | 12 listopada 2019(dts) | 12 listopada 2023(dts) |
|                                                                     | Ryszard Terlecki          | Wicemarszałek Sejmu | KP Prawo i Sprawiedliwość                                                               | 12 listopada 2019(dts) | 12 listopada 2023(dts) |
|                                                                     | Piotr Zgorzelski          | Wicemarszałek Sejmu | KP Koalicja Polska – PSL, UED, Konserwatyści                                            | 12 listopada 2019(dts) | 12 listopada 2023(dts) |

## Przynależność klubowa

### Stan aktualny
Posłowie IX kadencji zrzeszeni są w następujących klubach i kołach:
- Klub Parlamentarny Prawo i Sprawiedliwość – 227 posłów, przewodniczący Ryszard Terlecki[8],
- Klub Parlamentarny Koalicja Obywatelska – Platforma Obywatelska, Nowoczesna, Inicjatywa Polska, Zieloni – 129 posłów, przewodniczący Borys Budka[8].
- Koalicyjny Klub Parlamentarny Lewicy (Nowa Lewica, Razem) – 42 posłów, przewodniczący Krzysztof Gawkowski[8],
- Klub Parlamentarny Koalicja Polska – PSL, UED, Konserwatyści – 26 posłów, przewodniczący Władysław Kosiniak-Kamysz[8],
- Koło Poselskie Konfederacja – 11 posłów, przewodniczący Krzysztof Bosak[8],
- Koło Parlamentarne Polska 2050 – 6 posłów, przewodnicząca Paulina Hennig-Kloska[8],
- Koło Poselskie Kukiz’15 – Demokracja Bezpośrednia – 3 posłów, przewodniczący Paweł Kukiz[8].
- Koło Poselskie Lewicy Demokratycznej – 3 posłów, przewodnicząca Joanna Senyszyn[8],
- Koło Poselskie Polskie Sprawy – 3 posłów, przewodnicząca Agnieszka Ścigaj[8],

Ponadto 9 posłów jest niezrzeszonych. W trakcie kadencji istniało Koło Poselskie Wybór Polska, Koło Parlamentarne Porozumienie oraz Koło Poselskie Wolnościowcy.
| Klub Parlamentarny Prawo i Sprawiedliwość | Klub Parlamentarny Prawo i Sprawiedliwość | Klub Parlamentarny Prawo i Sprawiedliwość | Klub Parlamentarny Prawo i Sprawiedliwość |
| --- | --- | --- | --- |
| | | | |
| - Andrzej Adamczyk - Adam Andruszkiewicz - Waldemar Andzel - Jan Ardanowski - Iwona Arent - Marek Ast - Zbigniew Babalski - Piotr Babinetz - Ryszard Bartosik - Barbara Bartuś - Mieczysław Baszko - Dariusz Bąk - Mariusz Błaszczak - Rafał Bochenek - Joanna Borowiak - Kamil Bortniczuk - Bożena Borys-Szopa - Waldemar Buda - Lidia Burzyńska - Zbigniew Chmielowiec - Kazimierz Choma - Dominika Chorosińska - Tadeusz Chrzan - Anna Cicholska - Michał Cieślak - Tadeusz Cymański - Krzysztof Czarnecki - Przemysław Czarnecki - Witold Czarnecki - Przemysław Czarnek - Arkadiusz Czartoryski - Anita Czerwińska - Katarzyna Czochara - Anna Dąbrowska-Banaszek - Leszek Dobrzyński - Zbigniew Dolata - Bartłomiej Dorywalski - Przemysław Drabek - Elżbieta Duda - Jan Duda - Marcin Duszek - Michał Dworczyk - Jan Dziedziczak - Barbara Dziuk - Jadwiga Emilewicz - Ewa Filipiak - Radosław Fogiel - Leszek Galemba - Adam Gawęda - Andrzej Gawron - Grzegorz Gaża - Anna Gembicka - Szymon Giżyński - Teresa Glenc - Piotr Gliński - Krzysztof Głuchowski - Małgorzata Golińska | - Kazimierz Gołojuch - Jarosław Gonciarz - Robert Gontarz - Mariusz Gosek - Małgorzata Gosiewska - Agnieszka Górska - Maciej Górski - Marek Gróbarczyk - Andrzej Gut-Mostowy - Kazimierz Gwiazdowski - Marcin Gwóźdź - Teresa Hałas - Czesław Hoc - Zbigniew Hoffmann - Marcin Horała - Paweł Hreniak - Michał Jach - Małgorzata Janowska - Norbert Kaczmarczyk - Filip Kaczyński - Jarosław Kaczyński - Piotr Kaleta - Sebastian Kaleta - Mariusz Kałużny - Mariusz Kamiński - Jan Kanthak - Fryderyk Kapinos - Lech Kołakowski - Wojciech Kossakowski - Andrzej Kosztowniak - Henryk Kowalczyk - Leszek Kowalczyk - Janusz Kowalski - Bartosz Kownacki - Ewa Kozanecka - Krzysztof Kozik - Jarosław Krajewski - Wiesław Krajewski - Leonard Krasulski - Piotr Król - Anna Krupka - Andrzej Kryj - Marta Kubiak - Krzysztof Kubów - Marek Kuchciński - Iwona Kurowska - Maria Kurowska - Władysław Kurowski - Jacek Kurzępa - Anna Kwiecień - Marek Kwitek - Tomasz Latos - Joanna Lichocka - Krzysztof Lipiec - Paweł Lisiecki - Grzegorz Lorek - Aleksandra Łapiak | - Tomasz Ławniczak - Marzena Machałek - Antoni Macierewicz - Marlena Maląg - Ewa Malik - Jerzy Małecki - Maciej Małecki - Jerzy Materna - Beata Mateusiak-Pielucha - Grzegorz Matusiak - Marek Matuszewski - Kazimierz Matuszny - Anna Milczanowska - Daniel Milewski - Mateusz Morawiecki - Jan Mosiński - Kazimierz Moskal - Aleksander Mrówczyński - Arkadiusz Mularczyk - Piotr Müller - Wojciech Murdzek - Danuta Nowicka - Marcin Ociepa - Waldemar Olejniczak - Dariusz Olszewski - Adam Ołdakowski - Jacek Osuch - Jacek Ozdoba - Anna Paluch - Teresa Pamuła - Jerzy Paul - Monika Pawłowska - Bolesław Piecha - Grzegorz Piechowiak - Anna Pieczarka - Dariusz Piontkowski - Kacper Płażyński - Elżbieta Płonka - Szymon Pogoda - Jerzy Polaczek - Marek Polak - Piotr Polak - Violetta Porowska - Marcin Porzucek - Grzegorz Puda - Zbigniew Rau - Rafał Romanowski - Urszula Rusecka - Paweł Rychlik - Tomasz Rzymkowski - Piotr Sak - Jacek Sasin - Anna Schmidt - Łukasz Schreiber - Jarosław Sellin - Edward Siarka - Zdzisław Sipiera | - Sławomir Skwarek - Kazimierz Smoliński - Krzysztof Sobolewski - Artur Soboń - Agnieszka Soin - Katarzyna Sójka - Mirosława Stachowiak-Różecka - Dariusz Stefaniuk - Beata Strzałka - Marek Suski - Artur Szałabawka - Wojciech Szarama - Józefa Szczurek-Żelazko - Paweł Szefernaker - Andrzej Szlachta - Krzysztof Szulowski - Stanisław Szwed - Ewa Szymańska - Szymon Szynkowski vel Sęk - Janusz Śniadek - Adam Śnieżek - Jacek Świat - Krzysztof Tchórzewski - Robert Telus - Ryszard Terlecki - Włodzimierz Tomaszewski - Mariusz Trepka - Sylwester Tułajew - Piotr Uruski - Piotr Uściński - Marcin Warchoł - Teresa Wargocka - Robert Warwas - Jan Warzecha - Małgorzata Wassermann - Piotr Wawrzyk - Maciej Wąsik - Rafał Weber - Marek Wesoły - Patryk Wicher - Elżbieta Witek - Grzegorz Wojciechowski - Agata Wojtyszek - Michał Woś - Grzegorz Woźniak - Tadeusz Woźniak - Michał Wójcik - Bartłomiej Wróblewski - Sławomir Zawiślak - Elżbieta Zielińska - Jarosław Zieliński - Tomasz Zieliński - Zbigniew Ziobro - Wojciech Zubowski - Ireneusz Zyska - Jacek Żalek |
| Klub Parlamentarny Koalicja Obywatelska – Platforma Obywatelska, Nowoczesna, Inicjatywa Polska, Zieloni | | | |
| | | | |
| - Piotr Adamowicz - Tomasz Aniśko - Urszula Augustyn - Tadeusz Aziewicz - Mateusz Bochenek - Jerzy Borowczak - Piotr Borys - Borys Budka - Małgorzata Chmiel - Janusz Cichoń - Adam Cyrański - Zofia Czernow - Eugeniusz Czykwin - Barbara Dolniak - Waldy Dzikowski - Joanna Fabisiak - Magdalena Filiks - Joanna Frydrych - Konrad Frysztak - Krzysztof Gadowski - Aleksandra Gajewska - Kinga Gajewska - Elżbieta Gapińska - Kamila Gasiuk-Pihowicz - Elżbieta Gelert - Hanna Gill-Piątek - Tomasz Głogowski - Marta Golbik - Cezary Grabarczyk - Krzysztof Grabczuk - Jan Grabiec - Rafał Grupiński - Agnieszka Hanajczyk | - Jerzy Hardie-Douglas - Iwona Hartwich - Marek Hok - Klaudia Jachira - Maria Janyska - Michał Jaros - Joanna Jaśkowiak - Dariusz Joński - Małgorzata Kidawa-Błońska - Marcin Kierwiński - Joanna Kluzik-Rostkowska - Ewa Kołodziej - Zbigniew Konwiński - Tomasz Kostuś - Paweł Kowal - Iwona Kozłowska - Michał Krawczyk - Robert Kropiwnicki - Wojciech Król - Marek Krząkała - Henryka Krzywonos-Strycharska - Maciej Lasek - Gabriela Lenartowicz - Tomasz Lenz - Izabela Leszczyna - Katarzyna Lubnauer - Artur Łącki - Magdalena Łośko - Arkadiusz Marchewka - Jagna Marczułajtis-Walczak - Krzysztof Mieszkowski - Rajmund Miller | - Aleksander Miszalski - Czesław Mroczek - Izabela Mrzygłocka - Arkadiusz Myrcha - Grzegorz Napieralski - Sławomir Neumann - Dorota Niedziela - Małgorzata Niemczyk - Sławomir Nitras - Barbara Nowacka - Tomasz Nowak - Mirosława Nykiel - Marzena Okła-Drewnowicz - Tomasz Olichwer - Paweł Olszewski - Katarzyna Osos - Paweł Papke - Karolina Pawliczak - Małgorzata Pępek - Krzysztof Piątkowski - Sławomir Piechota - Katarzyna Piekarska - Kazimierz Plocke - Agnieszka Pomaska - Paweł Poncyljusz - Jacek Protas - Monika Rosa - Dariusz Rosati - Grzegorz Rusiecki - Jakub Rutnicki - Marek Rząsa - Wojciech Saługa | - Grzegorz Schetyna - Krystyna Sibińska - Tomasz Siemoniak - Bartłomiej Sienkiewicz - Krystyna Skowrońska - Waldemar Sługocki - Marek Sowa - Franciszek Sterczewski - Michał Szczerba - Andrzej Szewiński - Adam Szłapka - Paweł Szramka - Krystyna Szumilas - Tomasz Szymański - Iwona Śledzińska-Katarasińska - Cezary Tomczyk - Małgorzata Tracz - Krzysztof Truskolaski - Robert Tyszkiewicz - Jarosław Urbaniak - Jarosław Wałęsa - Marta Wcisło - Monika Wielichowska - Ryszard Wilczyński - Mariusz Witczak - Anna Wojciechowska - Michał Wypij - Witold Zembaczyński - Urszula Zielińska - Piotr Zientarski - Tadeusz Zwiefka - Stanisław Żmijan |
| Koalicyjny Klub Parlamentarny Lewicy (Nowa Lewica, Razem) | | | |
| | | | |
| - Rafał Adamczyk - Romuald Ajchler - Magdalena Biejat - Wiesław Buż - Włodzimierz Czarzasty - Jacek Czerniak - Marek Dyduch - Agnieszka Dziemianowicz-Bąk - Monika Falej - Krzysztof Gawkowski - Maciej Gdula | - Arkadiusz Iwaniak - Maciej Konieczny - Przemysław Koperski - Maciej Kopiec - Katarzyna Kotula - Katarzyna Kretkowska - Paweł Krutul - Anita Kucharska-Dziedzic - Marcin Kulasek - Paulina Matysiak - Wanda Nowicka | - Robert Obaz - Małgorzata Prokop-Paczkowska - Marek Rutka - Joanna Scheuring-Wielgus - Małgorzata Sekuła-Szmajdzińska - Anita Sowińska - Wiesław Szczepański - Andrzej Szejna - Daria Gosek-Popiołek - Jan Szopiński | - Krzysztof Śmiszek - Tadeusz Tomaszewski - Tomasz Trela - Katarzyna Ueberhan - Dariusz Wieczorek - Zdzisław Wolski - Bogusław Wontor - Adrian Zandberg - Marcelina Zawisza - Anna Żukowska |
| Klub Parlamentarny Koalicja Polska – PSL, UED, Konserwatyści | | | |
| | | | |
| - Władysław Bartoszewski - Paweł Bejda - Marek Biernacki - Stanisław Bukowiec - Andrzej Grzyb - Mieczysław Kasprzak - Dariusz Klimczak | - Władysław Kosiniak-Kamysz - Stefan Krajewski - Radosław Lubczyk - Jan Łopata - Mirosław Maliszewski - Iwona Michałek - Urszula Nowogórska | - Urszula Pasławska - Krzysztof Paszyk - Jacek Protasiewicz - Ireneusz Raś - Jarosław Rzepa - Marek Sawicki - Czesław Siekierski | - Magdalena Sroka - Jacek Tomczak - Piotr Zgorzelski - Zbigniew Ziejewski - Bożena Żelazowska |
| Koło Poselskie Konfederacja | | | |
| | | | |
| - Konrad Berkowicz - Krzysztof Bosak - Grzegorz Braun | - Krystian Kamiński - Janusz Korwin-Mikke - Anna Siarkowska | - Dobromir Sośnierz - Krzysztof Tuduj - Stanisław Tyszka | - Michał Urbaniak - Robert Winnicki |
| Koło Parlamentarne Polska 2050 | | | |
| | | | |
| - Michał Gramatyka - Paulina Hennig-Kloska | - Joanna Mucha - Mirosław Suchoń | - Paweł Zalewski | - Tomasz Zimoch |
| Koło Poselskie Kukiz’15 – Demokracja Bezpośrednia | | | |
| | | | |
| - Paweł Kukiz | - Jarosław Sachajko | - Stanisław Żuk | |
| Koło Poselskie Lewicy Demokratycznej | | | |
| | | | |
| - Robert Kwiatkowski | - Andrzej Rozenek | - Joanna Senyszyn | |
| Koło Poselskie Polskie Sprawy | | | |
| | | | |
| - Zbigniew Girzyński | - Andrzej Sośnierz | - Agnieszka Ścigaj | |
| Posłowie niezrzeszeni | | | |
| | | | |
| - Zbigniew Ajchler - Artur Dziambor - Ryszard Galla | - Jarosław Gowin - Jakub Kulesza | - Beata Maciejewska - Wojciech Maksymowicz | - Łukasz Mejza - Bogusław Sonik |

### Posłowie, których mandat wygasł w trakcie kadencji (16 posłów)
| Poseł              | Poseł                    | Data wygaśnięcia mandatu                                              | Przyczyna                                               | Następca                     |
| ------------------ | ------------------------ | --------------------------------------------------------------------- | ------------------------------------------------------- | ---------------------------- |
|                    | Marek Opioła             | 27 listopada 2019(dts)                                                | powołanie na Wiceprezesa Najwyższej Izby Kontroli       | Waldemar Olejniczak          |
| Ewa Leniart        | 13 stycznia 2020(dts)    | powołanie na Wojewodę Podkarpackiego                                  | Andrzej Szlachta                                        |                              |
| Władysław Dajczak  | 15 stycznia 2020(dts)    | powołanie na Wojewodę Lubuskiego                                      | Jacek Kurzępa                                           |                              |
| Dominik Tarczyński | 1 lutego 2020(dts)       | objęcie zwolnionego mandatu posła do Parlamentu Europejskiego         | Mariusz Gosek                                           |                              |
| Adam Lipiński      | 4 listopada 2020(dts)    | powołanie na członka Zarządu i Wiceprezesa Narodowego Banku Polskiego | Szymon Pogoda                                           |                              |
|                    | Jolanta Fedak            | 31 grudnia 2020(dts)                                                  | śmierć                                                  | Łukasz Mejza                 |
|                    | Anna Wasilewska          | 6 kwietnia 2021(dts)                                                  | śmierć                                                  | Anna Wojciechowska           |
|                    | Jerzy Wilk               | 16 maja 2021(dts)                                                     | śmierć                                                  | Adam Ołdakowski              |
|                    | Killion Munyama          | 10 czerwca 2021(dts)                                                  | zrzeczenie się mandatu                                  | Zbigniew Ajchler             |
|                    | Łukasz Szumowski         | 1 lutego 2022(dts)                                                    | zrzeczenie się mandatu                                  | Rafał Romanowski             |
| Wiesław Janczyk    | 9 lutego 2022(dts)       | wybór na członka Rady Polityki Pieniężnej                             | Elżbieta Zielińska                                      |                              |
| Gabriela Masłowska | 6 października 2022(dts) | wybór na członka Rady Polityki Pieniężnej                             | Krzysztof Głuchowski                                    |                              |
| Jerzy Bielecki     | 24 listopada 2022(dts)   | zrzeczenie się mandatu                                                | Leszek Kowalczyk                                        |                              |
| Marek Zagórski     | 31 marca 2023(dts)       | zrzeczenie się mandatu                                                | Iwona Kurowska                                          |                              |
|                    | Riad Haidar              | 25 maja 2023(dts)                                                     | śmierć                                                  | Stanisław Żmijan             |
|                    | Dariusz Kurzawa          | 23 października 2023(dts)                                             | wybór na Wicemarszałka Województwa Kujawsko-Pomorskiego | mandat pozostał nieobsadzony |

### Zmiany liczebności klubów w czasie kadencji
|            | Klub lub koło | Klub lub koło | Klub lub koło | Klub lub koło | Klub lub koło | Klub lub koło | Klub lub koło | Klub lub koło | Klub lub koło | Klub lub koło | Klub lub koło | Klub lub koło | Niez. | Razem | Wakaty |
| PiS        | KO            | L             | KP            | K             | K’15          | PL2050        | PS            | WP            | PJG           | KPLD          | W             |               | Niez. | Razem | Wakaty |
| ---------- | ------------- | ------------- | ------------- | ------------- | ------------- | ------------- | ------------- | ------------- | ------------- | ------------- | ------------- | ------------- | ----- | ----- | ------ |
|            |               |               |               |               |               |               |               |               |               |               |               |               |       | Razem | Wakaty |
| 2019-11-12 | 235           | 134           | 49            | 30            | 11            | –             | –             | –             | –             | –             | –             | –             | 1     | 460   | –      |
| 2019-11-27 | 234           | 134           | 49            | 30            | 11            | –             | –             | –             | –             | –             | –             | –             | 1     | 459   | 1      |
| 2019-12-12 | 235           | 134           | 49            | 30            | 11            | –             | –             | –             | –             | –             | –             | –             | 1     | 460   | –      |
| 2020-01-13 | 234           | 134           | 49            | 30            | 11            | –             | –             | –             | –             | –             | –             | –             | 1     | 459   | 1      |
| 2020-01-15 | 233           | 134           | 49            | 30            | 11            | –             | –             | –             | –             | –             | –             | –             | 1     | 458   | 2      |
| 2020-01-22 | 235           | 134           | 49            | 30            | 11            | –             | –             | –             | –             | –             | –             | –             | 1     | 460   | –      |
| 2020-02-01 | 234           | 134           | 49            | 30            | 11            | –             | –             | –             | –             | –             | –             | –             | 1     | 459   | 1      |
| 2020-02-12 | 235           | 134           | 49            | 30            | 11            | –             | –             | –             | –             | –             | –             | –             | 1     | 460   | –      |
| 2020-09-08 | 235           | 134           | 48            | 30            | 11            | –             | –             | –             | –             | –             | –             | –             | 2     | 460   | –      |
| 2020-11-04 | 234           | 134           | 48            | 30            | 11            | –             | –             | –             | –             | –             | –             | –             | 2     | 459   | 1      |
| 2020-11-24 | 233           | 134           | 48            | 30            | 11            | –             | –             | –             | –             | –             | –             | –             | 3     | 459   | 1      |
| 2020-11-27 | 234           | 134           | 48            | 30            | 11            | –             | –             | –             | –             | –             | –             | –             | 3     | 460   | –      |
| 2020-11-30 | 234           | 134           | 48            | 29            | 11            | –             | –             | –             | –             | –             | –             | –             | 4     | 460   | –      |
| 2020-12-09 | 234           | 134           | 48            | 24            | 11            | –             | –             | –             | –             | –             | –             | –             | 9     | 460   | –      |
| 2020-12-31 | 234           | 134           | 48            | 23            | 11            | –             | –             | –             | –             | –             | –             | –             | 9     | 459   | 1      |
| 2021-01-20 | 234           | 133           | 48            | 23            | 11            | –             | –             | –             | –             | –             | –             | –             | 10    | 459   | 1      |
| 2021-02-02 | 234           | 133           | 48            | 23            | 11            | 5             | –             | –             | –             | –             | –             | –             | 5     | 459   | 1      |
| 2021-02-15 | 234           | 132           | 48            | 23            | 11            | 5             | –             | –             | –             | –             | –             | –             | 6     | 459   | 1      |
| 2021-02-16 | 234           | 132           | 48            | 23            | 11            | 5             | 3             | –             | –             | –             | –             | –             | 3     | 459   | 1      |
| 2021-03-02 | 234           | 131           | 48            | 23            | 11            | 5             | 3             | –             | –             | –             | –             | –             | 4     | 459   | 1      |
| 2021-03-16 | 234           | 131           | 48            | 23            | 11            | 5             | 3             | –             | –             | –             | –             | –             | 5     | 460   | –      |
| 2021-03-17 | 234           | 131           | 48            | 23            | 11            | 5             | 4             | –             | –             | –             | –             | –             | 4     | 460   | –      |
| 2021-03-21 | 234           | 131           | 47            | 23            | 11            | 5             | 4             | –             | –             | –             | –             | –             | 5     | 460   | –      |
| 2021-04-06 | 234           | 130           | 47            | 23            | 11            | 5             | 4             | –             | –             | –             | –             | –             | 5     | 459   | 1      |
| 2021-04-14 | 233           | 130           | 47            | 23            | 11            | 5             | 4             | –             | –             | –             | –             | –             | 6     | 459   | 1      |
| 2021-04-20 | 233           | 129           | 47            | 23            | 11            | 5             | 5             | –             | –             | –             | –             | –             | 6     | 459   | 1      |
| 2021-04-29 | 232           | 129           | 47            | 23            | 11            | 4             | 5             | 3             | –             | –             | –             | –             | 5     | 459   | 1      |
| 2021-05-04 | 233           | 130           | 47            | 23            | 11            | 4             | 5             | 3             | –             | –             | –             | –             | 4     | 460   | –      |
| 2021-05-16 | 231           | 130           | 47            | 23            | 11            | 4             | 5             | 3             | –             | –             | –             | –             | 5     | 459   | 1      |
| 2021-05-20 | 231           | 128           | 47            | 23            | 11            | 4             | 6             | 3             | –             | –             | –             | –             | 6     | 459   | 1      |
| 2021-05-28 | 232           | 128           | 47            | 23            | 11            | 4             | 6             | 3             | –             | –             | –             | –             | 6     | 460   | –      |
| 2021-06-10 | 232           | 127           | 47            | 23            | 11            | 4             | 6             | 3             | –             | –             | –             | –             | 6     | 459   | 1      |
| 2021-06-15 | 232           | 127           | 47            | 23            | 11            | 4             | 6             | 3             | –             | –             | –             | –             | 7     | 460   | –      |
| 2021-06-16 | 232           | 127           | 47            | 24            | 11            | 4             | 6             | 3             | –             | –             | –             | –             | 6     | 460   | –      |
| 2021-06-25 | 229           | 127           | 47            | 24            | 11            | 4             | 6             | 3             | 3             | –             | –             | –             | 6     | 460   | –      |
| 2021-07-01 | 230           | 127           | 47            | 24            | 11            | 4             | 6             | 3             | 3             | –             | –             | –             | 5     | 460   | –      |
| 2021-07-02 | 230           | 126           | 47            | 24            | 11            | 4             | 7             | 3             | 3             | –             | –             | –             | 5     | 460   | –      |
| 2021-07-07 | 231           | 126           | 47            | 24            | 11            | 4             | 7             | 3             | –             | –             | –             | –             | 7     | 460   | –      |
| 2021-07-08 | 231           | 126           | 47            | 24            | 11            | 4             | 7             | 5             | –             | –             | –             | –             | 5     | 460   | –      |
| 2021-07-14 | 232           | 126           | 47            | 24            | 11            | 4             | 7             | 4             | –             | –             | –             | –             | 5     | 460   | –      |
| 2021-08-12 | 227           | 126           | 47            | 24            | 11            | 4             | 7             | 4             | –             | 6             | –             | –             | 4     | 460   | –      |
| 2021-09-30 | 227           | 126           | 47            | 24            | 11            | 4             | 7             | 4             | –             | 5             | –             | –             | 5     | 460   | –      |
| 2021-10-01 | 228           | 126           | 47            | 24            | 11            | 4             | 7             | 4             | –             | 5             | –             | –             | 4     | 460   | –      |
| 2021-10-28 | 228           | 126           | 47            | 24            | 11            | 4             | 8             | 4             | –             | 5             | –             | –             | 3     | 460   | –      |
| 2021-12-14 | 228           | 126           | 44            | 24            | 11            | 4             | 8             | 4             | –             | 5             | 3             | –             | 3     | 460   | –      |
| 2022-02-01 | 227           | 126           | 44            | 24            | 11            | 4             | 8             | 4             | –             | 5             | 3             | –             | 3     | 459   | 1      |
| 2022-02-08 | 228           | 126           | 44            | 24            | 11            | 4             | 8             | 4             | –             | 5             | 3             | –             | 3     | 460   | –      |
| 2022-02-09 | 227           | 126           | 44            | 24            | 11            | 4             | 8             | 4             | –             | 5             | 3             | –             | 3     | 459   | 1      |
| 2022-02-23 | 228           | 126           | 44            | 24            | 11            | 4             | 8             | 4             | –             | 5             | 3             | –             | 3     | 460   | –      |
| 2022-06-22 | 228           | 126           | 44            | 24            | 11            | 4             | 8             | 3             | –             | 5             | 3             | –             | 4     | 460   | –      |
| 2022-10-06 | 227           | 126           | 44            | 24            | 11            | 4             | 8             | 3             | –             | 5             | 3             | –             | 4     | 459   | 1      |
| 2022-10-20 | 228           | 126           | 44            | 24            | 11            | 4             | 8             | 3             | –             | 5             | 3             | –             | 4     | 460   | –      |
| 2022-11-07 | 228           | 126           | 44            | 24            | 11            | 3             | 8             | 3             | –             | 5             | 3             | –             | 5     | 460   | –      |
| 2022-11-16 | 228           | 126           | 44            | 24            | 12            | 3             | 8             | 3             | –             | 5             | 3             | –             | 4     | 460   | –      |
| 2022-11-24 | 227           | 126           | 44            | 24            | 12            | 3             | 8             | 3             | –             | 5             | 3             | –             | 4     | 459   | 1      |
| 2022-11-30 | 228           | 126           | 44            | 24            | 12            | 3             | 8             | 3             | –             | 5             | 3             | –             | 4     | 460   | –      |
| 2022-12-13 | 228           | 126           | 44            | 24            | 12            | 3             | 7             | 3             | –             | 5             | 3             | –             | 5     | 460   | –      |
| 2023-02-06 | 228           | 126           | 44            | 24            | 12            | 3             | 7             | 3             | –             | 4             | 3             | –             | 6     | 460   | –      |
| 2023-02-08 | 228           | 126           | 44            | 24            | 12            | 3             | 6             | 3             | –             | 4             | 3             | –             | 7     | 460   | –      |
| 2023-02-11 | 228           | 126           | 44            | 24            | 11            | 3             | 6             | 3             | –             | 4             | 3             | –             | 8     | 460   | –      |
| 2023-02-13 | 228           | 126           | 44            | 24            | 9             | 3             | 6             | 3             | –             | 4             | 3             | 3             | 7     | 460   | –      |
| 2023-03-31 | 227           | 126           | 44            | 24            | 9             | 3             | 6             | 3             | –             | 4             | 3             | 3             | 7     | 459   | 1      |
| 2023-04-12 | 228           | 126           | 44            | 24            | 9             | 3             | 6             | 3             | –             | 4             | 3             | 3             | 7     | 460   | –      |
| 2023-05-25 | 228           | 125           | 44            | 24            | 9             | 3             | 6             | 3             | –             | 4             | 3             | 3             | 7     | 459   | 1      |
| 2023-06-07 | 228           | 125           | 43            | 24            | 9             | 3             | 6             | 3             | –             | 4             | 3             | 3             | 8     | 459   | 1      |
| 2023-06-13 | 228           | 126           | 43            | 24            | 9             | 3             | 6             | 3             | –             | 4             | 3             | 3             | 8     | 460   | –      |
| 2023-07-20 | 228           | 126           | 43            | 27            | 9             | 3             | 6             | 3             | –             | –             | 3             | 3             | 9     | 460   | –      |
| 2023-07-21 | 227           | 126           | 43            | 27            | 10            | 3             | 6             | 3             | –             | –             | 3             | 3             | 9     | 460   | –      |
| 2023-07-27 | 227           | 125           | 43            | 27            | 10            | 3             | 6             | 3             | –             | –             | 3             | 3             | 10    | 460   | –      |
| 2023-07-31 | 227           | 125           | 43            | 27            | 11            | 3             | 6             | 3             | –             | –             | 3             | –             | 12    | 460   | –      |
| 2023-08-17 | 227           | 128           | 43            | 27            | 11            | 3             | 6             | 3             | –             | –             | 3             | –             | 9     | 460   | –      |
| 2023-08-18 | 227           | 129           | 43            | 27            | 11            | 3             | 6             | 3             | –             | –             | 3             | –             | 8     | 460   | –      |
| 2023-08-22 | 227           | 129           | 42            | 27            | 11            | 3             | 6             | 3             | –             | –             | 3             | –             | 9     | 460   | –      |
| 2023-10-23 | 227           | 129           | 42            | 26            | 11            | 3             | 6             | 3             | –             | –             | 3             | –             | 9     | 459   | 1      |

## Lista według okręgów wyborczych
| Okręgi wyborcze w poszczególnych województwach: dolnośląskie • kujawsko-pomorskie • lubelskie • lubuskie • łódzkie • małopolskie • mazowieckie • opolskie • podkarpackie • podlaskie • pomorskie • śląskie • świętokrzyskie • warmińsko-mazurskie • wielkopolskie • zachodniopomorskie |

| Województwo dolnośląskie        | | |                                                                                                   | |                                                                                                   | |                                                                                                   |                                                                                                   |                                                                                                   |                                                                                                   |
| Nr                              | Posłowie wybrani z list poszczególnych komitetów wyborczych (w nawiasach liczba zdobytych głosów) | Posłowie wybrani z list poszczególnych komitetów wyborczych (w nawiasach liczba zdobytych głosów) | Posłowie wybrani z list poszczególnych komitetów wyborczych (w nawiasach liczba zdobytych głosów) | Posłowie wybrani z list poszczególnych komitetów wyborczych (w nawiasach liczba zdobytych głosów)                                                                                         | Posłowie wybrani z list poszczególnych komitetów wyborczych (w nawiasach liczba zdobytych głosów) | Posłowie wybrani z list poszczególnych komitetów wyborczych (w nawiasach liczba zdobytych głosów)       | Posłowie wybrani z list poszczególnych komitetów wyborczych (w nawiasach liczba zdobytych głosów) | Posłowie wybrani z list poszczególnych komitetów wyborczych (w nawiasach liczba zdobytych głosów) | Posłowie wybrani z list poszczególnych komitetów wyborczych (w nawiasach liczba zdobytych głosów) | Posłowie wybrani z list poszczególnych komitetów wyborczych (w nawiasach liczba zdobytych głosów) |
| 1                               | | Prawo i Sprawiedliwość Elżbieta Witek (46 171) Krzysztof Kubów (23 834) Marzena Machałek (22 481) Wojciech Zubowski (12 868) Ewa Szymańska (8930) Szymon Pogoda (4876) |                                                                                                   | KKW Koalicja Obywatelska PO .N iPL Zieloni Piotr Borys (35 034) Zofia Czernow (15 761) Robert Kropiwnicki (14 714)                                                                        |                                                                                                   | Sojusz Lewicy Demokratycznej Małgorzata Sekuła-Szmajdzińska (41 480) Robert Obaz (4205)                 |                                                                                                   | Polskie Stronnictwo Ludowe Stanisław Żuk (7694)                                                   |                                                                                                   |                                                                                                   |
| 2                               | Prawo i Sprawiedliwość Michał Dworczyk (58 426) Ireneusz Zyska (10 688) Marcin Gwóźdź (8049) Wojciech Murdzek (6354) | KKW Koalicja Obywatelska PO .N iPL Zieloni Tomasz Siemoniak (45 395) Monika Wielichowska (15 399) Izabela Mrzygłocka (11 987) | Sojusz Lewicy Demokratycznej Marek Dyduch (14 451)                                                | |                                                                                                   | |                                                                                                   |                                                                                                   |                                                                                                   |                                                                                                   |
| 3                               | Prawo i Sprawiedliwość Mirosława Stachowiak-Różecka (91 236) Przemysław Czarnecki (19 413) Jacek Świat (15 537) Paweł Hreniak (15 166) Agnieszka Soin (14 716) | KKW Koalicja Obywatelska PO .N iPL Zieloni Grzegorz Schetyna (66 859) Michał Jaros (30 196) Małgorzata Tracz (28 676) Sławomir Piechota (14 844) Krzysztof Mieszkowski (13 814) | Sojusz Lewicy Demokratycznej Krzysztof Śmiszek (43 447) Agnieszka Dziemianowicz-Bąk (14 257)      | | Konfederacja Wolność i Niepodległość Krzysztof Tuduj (19 617)                                     | | Polskie Stronnictwo Ludowe Jacek Protasiewicz (17 618)                                            |                                                                                                   |                                                                                                   |                                                                                                   |
| Województwo kujawsko-pomorskie  | | |                                                                                                   | |                                                                                                   | |                                                                                                   |                                                                                                   |                                                                                                   |                                                                                                   |
| Nr                              | Posłowie wybrani z list poszczególnych komitetów wyborczych (w nawiasach liczba zdobytych głosów) | Posłowie wybrani z list poszczególnych komitetów wyborczych (w nawiasach liczba zdobytych głosów) | Posłowie wybrani z list poszczególnych komitetów wyborczych (w nawiasach liczba zdobytych głosów) | Posłowie wybrani z list poszczególnych komitetów wyborczych (w nawiasach liczba zdobytych głosów)                                                                                         | Posłowie wybrani z list poszczególnych komitetów wyborczych (w nawiasach liczba zdobytych głosów) | Posłowie wybrani z list poszczególnych komitetów wyborczych (w nawiasach liczba zdobytych głosów)       | Posłowie wybrani z list poszczególnych komitetów wyborczych (w nawiasach liczba zdobytych głosów) | Posłowie wybrani z list poszczególnych komitetów wyborczych (w nawiasach liczba zdobytych głosów) | Posłowie wybrani z list poszczególnych komitetów wyborczych (w nawiasach liczba zdobytych głosów) | Posłowie wybrani z list poszczególnych komitetów wyborczych (w nawiasach liczba zdobytych głosów) |
| 4                               | | Prawo i Sprawiedliwość Tomasz Latos (60 132) Łukasz Schreiber (30 053) Ewa Kozanecka (13 305) Bartosz Kownacki (12 414) Piotr Król (10 418) |                                                                                                   | KKW Koalicja Obywatelska PO .N iPL Zieloni Tadeusz Zwiefka (39 984) Paweł Olszewski (35 762) Magdalena Łośko (14 407) Iwona Kozłowska (9325)                                              |                                                                                                   | Sojusz Lewicy Demokratycznej Krzysztof Gawkowski (30 859) Jan Szopiński (11 821)                        |                                                                                                   | Polskie Stronnictwo Ludowe wakat                                                                  |                                                                                                   |                                                                                                   |
| 5                               | Prawo i Sprawiedliwość Jan Ardanowski (76 267) Anna Gembicka (15 305) Joanna Borowiak (15 200) Zbigniew Girzyński (12 293) Iwona Michałek (11 130) Mariusz Kałużny (10 984) | KKW Koalicja Obywatelska PO .N iPL Zieloni Arkadiusz Myrcha (32 439) Tomasz Lenz (26 044) Tomasz Szymański (11 845) Iwona Hartwich (10 865) | Sojusz Lewicy Demokratycznej Joanna Scheuring-Wielgus (26 092) Robert Kwiatkowski (13 940)        | Polskie Stronnictwo Ludowe Paweł Szramka (14 404) |                                                                                                   | |                                                                                                   |                                                                                                   |                                                                                                   |                                                                                                   |
| Województwo lubelskie           | | |                                                                                                   | |                                                                                                   | |                                                                                                   |                                                                                                   |                                                                                                   |                                                                                                   |
| Nr                              | Posłowie wybrani z list poszczególnych komitetów wyborczych (w nawiasach liczba zdobytych głosów) | Posłowie wybrani z list poszczególnych komitetów wyborczych (w nawiasach liczba zdobytych głosów) | Posłowie wybrani z list poszczególnych komitetów wyborczych (w nawiasach liczba zdobytych głosów) | Posłowie wybrani z list poszczególnych komitetów wyborczych (w nawiasach liczba zdobytych głosów)                                                                                         | Posłowie wybrani z list poszczególnych komitetów wyborczych (w nawiasach liczba zdobytych głosów) | Posłowie wybrani z list poszczególnych komitetów wyborczych (w nawiasach liczba zdobytych głosów)       | Posłowie wybrani z list poszczególnych komitetów wyborczych (w nawiasach liczba zdobytych głosów) | Posłowie wybrani z list poszczególnych komitetów wyborczych (w nawiasach liczba zdobytych głosów) | Posłowie wybrani z list poszczególnych komitetów wyborczych (w nawiasach liczba zdobytych głosów) | Posłowie wybrani z list poszczególnych komitetów wyborczych (w nawiasach liczba zdobytych głosów) |
| 6                               | | Prawo i Sprawiedliwość Przemysław Czarnek (87 343) Sylwester Tułajew (54 915) Artur Soboń (28 381) Sławomir Skwarek (15 544) Kazimierz Choma (13 777) Jan Kanthak (12 803) Krzysztof Szulowski (9764) Krzysztof Głuchowski (8406) Leszek Kowalczyk (6020)                                  |                                                                                                   | KKW Koalicja Obywatelska PO .N iPL Zieloni Joanna Mucha (57 577) Marta Wcisło (15 062) Michał Krawczyk (8408)                                                                             |                                                                                                   | Polskie Stronnictwo Ludowe Jan Łopata (13 346)                                                          |                                                                                                   | Sojusz Lewicy Demokratycznej Jacek Czerniak (17 720)                                              |                                                                                                   | Konfederacja Wolność i Niepodległość Jakub Kulesza (24 406)                                       |
| 7                               | Prawo i Sprawiedliwość Jacek Sasin (91 241) Sławomir Zawiślak (24 346) Marcin Duszek (16 017) Dariusz Stefaniuk (15 070) Anna Dąbrowska-Banaszek (13 787) Tomasz Zieliński (10 207) Teresa Hałas (8622) Beata Strzałka (7785)                                                       | KKW Koalicja Obywatelska PO .N iPL Zieloni Krzysztof Grabczuk (15 452) Stanisław Żmijan (6621) | Polskie Stronnictwo Ludowe Jarosław Sachajko (10 651)                                             | Sojusz Lewicy Demokratycznej Monika Pawłowska (12 916) |                                                                                                   | |                                                                                                   |                                                                                                   |                                                                                                   |                                                                                                   |
| Województwo lubuskie            | | |                                                                                                   | |                                                                                                   | |                                                                                                   |                                                                                                   |                                                                                                   |                                                                                                   |
| Nr                              | Posłowie wybrani z list poszczególnych komitetów wyborczych (w nawiasach liczba zdobytych głosów) | Posłowie wybrani z list poszczególnych komitetów wyborczych (w nawiasach liczba zdobytych głosów) | Posłowie wybrani z list poszczególnych komitetów wyborczych (w nawiasach liczba zdobytych głosów) | Posłowie wybrani z list poszczególnych komitetów wyborczych (w nawiasach liczba zdobytych głosów)                                                                                         | Posłowie wybrani z list poszczególnych komitetów wyborczych (w nawiasach liczba zdobytych głosów) | Posłowie wybrani z list poszczególnych komitetów wyborczych (w nawiasach liczba zdobytych głosów)       | Posłowie wybrani z list poszczególnych komitetów wyborczych (w nawiasach liczba zdobytych głosów) | Posłowie wybrani z list poszczególnych komitetów wyborczych (w nawiasach liczba zdobytych głosów) | Posłowie wybrani z list poszczególnych komitetów wyborczych (w nawiasach liczba zdobytych głosów) | Posłowie wybrani z list poszczególnych komitetów wyborczych (w nawiasach liczba zdobytych głosów) |
| 8                               | | Prawo i Sprawiedliwość Marek Ast (36 073) Jerzy Materna (22 729) Elżbieta Płonka (10 918) Jacek Kurzępa (8057) |                                                                                                   | KKW Koalicja Obywatelska PO .N iPL Zieloni Waldemar Sługocki (29 580) Tomasz Aniśko (23 870) Krystyna Sibińska (16 089) Katarzyna Osos (11 619)                                           |                                                                                                   | Sojusz Lewicy Demokratycznej Anita Kucharska-Dziedzic (30 581) Bogusław Wontor (18 950)                 |                                                                                                   | Polskie Stronnictwo Ludowe Łukasz Mejza (10 490)                                                  |                                                                                                   | Konfederacja Wolność i Niepodległość Krystian Kamiński (14 251)                                   |
| Województwo łódzkie             | | |                                                                                                   | |                                                                                                   | |                                                                                                   |                                                                                                   |                                                                                                   |                                                                                                   |
| Nr                              | Posłowie wybrani z list poszczególnych komitetów wyborczych (w nawiasach liczba zdobytych głosów) | Posłowie wybrani z list poszczególnych komitetów wyborczych (w nawiasach liczba zdobytych głosów) | Posłowie wybrani z list poszczególnych komitetów wyborczych (w nawiasach liczba zdobytych głosów) | Posłowie wybrani z list poszczególnych komitetów wyborczych (w nawiasach liczba zdobytych głosów)                                                                                         | Posłowie wybrani z list poszczególnych komitetów wyborczych (w nawiasach liczba zdobytych głosów) | Posłowie wybrani z list poszczególnych komitetów wyborczych (w nawiasach liczba zdobytych głosów)       | Posłowie wybrani z list poszczególnych komitetów wyborczych (w nawiasach liczba zdobytych głosów) | Posłowie wybrani z list poszczególnych komitetów wyborczych (w nawiasach liczba zdobytych głosów) | Posłowie wybrani z list poszczególnych komitetów wyborczych (w nawiasach liczba zdobytych głosów) | Posłowie wybrani z list poszczególnych komitetów wyborczych (w nawiasach liczba zdobytych głosów) |
| 9                               | | KKW Koalicja Obywatelska PO .N iPL Zieloni Tomasz Zimoch (47 648) Krzysztof Piątkowski (25 663) Iwona Śledzińska-Katarasińska (17 254) Małgorzata Niemczyk (13 421) |                                                                                                   | Prawo i Sprawiedliwość Waldemar Buda (50 114) Piotr Gliński (43 626) Włodzimierz Tomaszewski (6884) Zbigniew Rau (6833)                                                                   |                                                                                                   | Sojusz Lewicy Demokratycznej Tomasz Trela (40 811) Hanna Gill-Piątek (14 422)                           |                                                                                                   |                                                                                                   |                                                                                                   |                                                                                                   |
| 10                              | | Prawo i Sprawiedliwość Antoni Macierewicz (31 280) Robert Telus (27 254) Grzegorz Wojciechowski (25 575) Anna Milczanowska (20 451) Grzegorz Lorek (18 238) Małgorzata Janowska (11 599)                                                                                                   |                                                                                                   | KKW Koalicja Obywatelska PO .N iPL Zieloni Cezary Grabarczyk (16 357) | Sojusz Lewicy Demokratycznej Anita Sowińska (13 023)                                              | | Polskie Stronnictwo Ludowe Dariusz Klimczak (15 977)                                              |                                                                                                   |                                                                                                   |                                                                                                   |
| 11                              | Prawo i Sprawiedliwość Joanna Lichocka (45 823) Piotr Polak (34 056) Paweł Rychlik (25 246) Tomasz Rzymkowski (20 752) Tadeusz Woźniak (17 923) Marek Matuszewski (13 392) Beata Mateusiak-Pielucha (13 030)                                                                        | KKW Koalicja Obywatelska PO .N iPL Zieloni Cezary Tomczyk (44 217) Dariusz Joński (11 999) Agnieszka Hanajczyk (10 535) | Sojusz Lewicy Demokratycznej Paulina Matysiak (16 757)                                            | Polskie Stronnictwo Ludowe Paweł Bejda (14 161) |                                                                                                   | |                                                                                                   |                                                                                                   |                                                                                                   |                                                                                                   |
| Województwo małopolskie         | | |                                                                                                   | |                                                                                                   | |                                                                                                   |                                                                                                   |                                                                                                   |                                                                                                   |
| Nr                              | Posłowie wybrani z list poszczególnych komitetów wyborczych (w nawiasach liczba zdobytych głosów) | Posłowie wybrani z list poszczególnych komitetów wyborczych (w nawiasach liczba zdobytych głosów) | Posłowie wybrani z list poszczególnych komitetów wyborczych (w nawiasach liczba zdobytych głosów) | Posłowie wybrani z list poszczególnych komitetów wyborczych (w nawiasach liczba zdobytych głosów)                                                                                         | Posłowie wybrani z list poszczególnych komitetów wyborczych (w nawiasach liczba zdobytych głosów) | Posłowie wybrani z list poszczególnych komitetów wyborczych (w nawiasach liczba zdobytych głosów)       | Posłowie wybrani z list poszczególnych komitetów wyborczych (w nawiasach liczba zdobytych głosów) | Posłowie wybrani z list poszczególnych komitetów wyborczych (w nawiasach liczba zdobytych głosów) | Posłowie wybrani z list poszczególnych komitetów wyborczych (w nawiasach liczba zdobytych głosów) | Posłowie wybrani z list poszczególnych komitetów wyborczych (w nawiasach liczba zdobytych głosów) |
| 12                              | | Prawo i Sprawiedliwość Rafał Bochenek (46 816) Marek Polak (16 130) Filip Kaczyński (14 731) Ewa Filipiak (14 010) Krzysztof Kozik (12 460) Władysław Kurowski (10 525) |                                                                                                   | KKW Koalicja Obywatelska PO .N iPL Zieloni Dorota Niedziela (22 013) Marek Sowa (18 597)                                                                                                  |                                                                                                   | |                                                                                                   |                                                                                                   |                                                                                                   |                                                                                                   |
| 13                              | Prawo i Sprawiedliwość Małgorzata Wassermann (140 692) Andrzej Adamczyk (29 686) Jarosław Gowin (15 802) Jacek Osuch (12 150) Ryszard Terlecki (10 327) Elżbieta Duda (8298) | KKW Koalicja Obywatelska PO .N iPL Zieloni Paweł Kowal (76 720) Ireneusz Raś (18 203) Bogusław Sonik (17 465) Aleksander Miszalski (15 987) |                                                                                                   | Sojusz Lewicy Demokratycznej Maciej Gdula (35 279) Daria Gosek-Popiołek (17 488) |                                                                                                   | Konfederacja Wolność i Niepodległość Konrad Berkowicz (36 428)                                          |                                                                                                   | Polskie Stronnictwo Ludowe Agnieszka Ścigaj (20 877)                                              |                                                                                                   |                                                                                                   |
| 14                              | Prawo i Sprawiedliwość Arkadiusz Mularczyk (72 660) Barbara Bartuś (23 468) Edward Siarka (21 561) Anna Paluch (20 908) Andrzej Gut-Mostowy (12 437) Jan Duda (11 579) Patryk Wicher (10 900) Elżbieta Zielińska (7999)                                                             | KKW Koalicja Obywatelska PO .N iPL Zieloni Jagna Marczułajtis-Walczak (21 968) |                                                                                                   | Polskie Stronnictwo Ludowe Urszula Nowogórska (11 499) |                                                                                                   | |                                                                                                   |                                                                                                   |                                                                                                   |                                                                                                   |
| 15                              | Prawo i Sprawiedliwość Anna Pieczarka (75 220) Józefa Szczurek-Żelazko (25 323) Urszula Rusecka (18 321) Wiesław Krajewski (16 719) Stanisław Bukowiec (12 449) Norbert Kaczmarczyk (12 164) Piotr Sak (9855)                                                                       | KKW Koalicja Obywatelska PO .N iPL Zieloni Urszula Augustyn (20 120) | Polskie Stronnictwo Ludowe Władysław Kosiniak-Kamysz (33 784)                                     | |                                                                                                   | |                                                                                                   |                                                                                                   |                                                                                                   |                                                                                                   |
| Województwo mazowieckie         | | |                                                                                                   | |                                                                                                   | |                                                                                                   |                                                                                                   |                                                                                                   |                                                                                                   |
| Nr                              | Posłowie wybrani z list poszczególnych komitetów wyborczych (w nawiasach liczba zdobytych głosów) | Posłowie wybrani z list poszczególnych komitetów wyborczych (w nawiasach liczba zdobytych głosów) | Posłowie wybrani z list poszczególnych komitetów wyborczych (w nawiasach liczba zdobytych głosów) | Posłowie wybrani z list poszczególnych komitetów wyborczych (w nawiasach liczba zdobytych głosów)                                                                                         | Posłowie wybrani z list poszczególnych komitetów wyborczych (w nawiasach liczba zdobytych głosów) | Posłowie wybrani z list poszczególnych komitetów wyborczych (w nawiasach liczba zdobytych głosów)       | Posłowie wybrani z list poszczególnych komitetów wyborczych (w nawiasach liczba zdobytych głosów) | Posłowie wybrani z list poszczególnych komitetów wyborczych (w nawiasach liczba zdobytych głosów) | Posłowie wybrani z list poszczególnych komitetów wyborczych (w nawiasach liczba zdobytych głosów) | Posłowie wybrani z list poszczególnych komitetów wyborczych (w nawiasach liczba zdobytych głosów) |
| 16                              | | Prawo i Sprawiedliwość Maciej Małecki (34 086) Jacek Ozdoba (17 873) Maciej Wąsik (14 280) Anna Cicholska (13 133) Waldemar Olejniczak (10 327) Rafał Romanowski (9905) |                                                                                                   | KKW Koalicja Obywatelska PO .N iPL Zieloni Marcin Kierwiński (30 013) Elżbieta Gapińska (10 905)                                                                                          |                                                                                                   | Polskie Stronnictwo Ludowe Piotr Zgorzelski (16 775)                                                    |                                                                                                   | Sojusz Lewicy Demokratycznej Arkadiusz Iwaniak (15 098)                                           |                                                                                                   |                                                                                                   |
| 17                              | Prawo i Sprawiedliwość Marek Suski (69 141) Radosław Fogiel (26 707) Anna Kwiecień (23 670) Andrzej Kosztowniak (12 619) Dariusz Bąk (12 494) Agnieszka Górska (9134) | KKW Koalicja Obywatelska PO .N iPL Zieloni Joanna Kluzik-Rostkowska (19 320) Konrad Frysztak (11 996) | Polskie Stronnictwo Ludowe Mirosław Maliszewski (12 752)                                          | |                                                                                                   | |                                                                                                   |                                                                                                   |                                                                                                   |                                                                                                   |
| 18                              | Prawo i Sprawiedliwość Krzysztof Tchórzewski (62 891) Henryk Kowalczyk (50 680) Daniel Milewski (40 152) Arkadiusz Czartoryski (22 457) Grzegorz Woźniak (19 082) Teresa Wargocka (10 767) Anna Siarkowska (7313) Maciej Górski (5206) Iwona Kurowska (5003)                        | KKW Koalicja Obywatelska PO .N iPL Zieloni Kamila Gasiuk-Pihowicz (34 793) Czesław Mroczek (11 043) | Polskie Stronnictwo Ludowe Marek Sawicki (18 950)                                                 | |                                                                                                   | |                                                                                                   |                                                                                                   |                                                                                                   |                                                                                                   |
| 19                              | | KKW Koalicja Obywatelska PO .N iPL Zieloni Małgorzata Kidawa-Błońska (416 030) Katarzyna Lubnauer (28 205) Dariusz Rosati (25 061) Michał Szczerba (13 747) Aleksandra Gajewska (10 228) Katarzyna Piekarska (8780) Urszula Zielińska (7536) Klaudia Jachira (6434) Joanna Fabisiak (5347) |                                                                                                   | Prawo i Sprawiedliwość Jarosław Kaczyński (248 935) Mariusz Kamiński (19 797) Sebastian Kaleta (17 459) Jarosław Krajewski (15 121) Paweł Lisiecki (13 093) Małgorzata Gosiewska (12 693) |                                                                                                   | Sojusz Lewicy Demokratycznej Adrian Zandberg (140 898) Magdalena Biejat (19 501) Anna Żukowska (18 864) |                                                                                                   | Konfederacja Wolność i Niepodległość Janusz Korwin-Mikke (60 385)                                 |                                                                                                   | Polskie Stronnictwo Ludowe Władysław Bartoszewski (30 405)                                        |
| 20                              | | Prawo i Sprawiedliwość Mariusz Błaszczak (135 189) Anita Czerwińska (22 911) Piotr Uściński (13 665) Dominika Chorosińska (9596) Zdzisław Sipiera (8131) Dariusz Olszewski (7454) |                                                                                                   | KKW Koalicja Obywatelska PO .N iPL Zieloni Jan Grabiec (64 255) Kinga Gajewska (35 912) Maciej Lasek (15 804) Paweł Zalewski (12 248)                                                     | Sojusz Lewicy Demokratycznej Andrzej Rozenek (38 495)                                             | | Polskie Stronnictwo Ludowe Bożena Żelazowska (8665)                                               |                                                                                                   |                                                                                                   |                                                                                                   |
| Województwo opolskie            | | |                                                                                                   | |                                                                                                   | |                                                                                                   |                                                                                                   |                                                                                                   |                                                                                                   |
| Nr                              | Posłowie wybrani z list poszczególnych komitetów wyborczych (w nawiasach liczba zdobytych głosów) | Posłowie wybrani z list poszczególnych komitetów wyborczych (w nawiasach liczba zdobytych głosów) | Posłowie wybrani z list poszczególnych komitetów wyborczych (w nawiasach liczba zdobytych głosów) | Posłowie wybrani z list poszczególnych komitetów wyborczych (w nawiasach liczba zdobytych głosów)                                                                                         | Posłowie wybrani z list poszczególnych komitetów wyborczych (w nawiasach liczba zdobytych głosów) | Posłowie wybrani z list poszczególnych komitetów wyborczych (w nawiasach liczba zdobytych głosów)       | Posłowie wybrani z list poszczególnych komitetów wyborczych (w nawiasach liczba zdobytych głosów) | Posłowie wybrani z list poszczególnych komitetów wyborczych (w nawiasach liczba zdobytych głosów) | Posłowie wybrani z list poszczególnych komitetów wyborczych (w nawiasach liczba zdobytych głosów) | Posłowie wybrani z list poszczególnych komitetów wyborczych (w nawiasach liczba zdobytych głosów) |
| 21                              | | Prawo i Sprawiedliwość Violetta Porowska (38 583) Katarzyna Czochara (23 120) Janusz Kowalski (20 973) Kamil Bortniczuk (16 953) Marcin Ociepa (16 066) |                                                                                                   | KKW Koalicja Obywatelska PO .N iPL Zieloni Witold Zembaczyński (40 022) Tomasz Kostuś (17 026) Rajmund Miller (8820) Ryszard Wilczyński (6436)                                            |                                                                                                   | Sojusz Lewicy Demokratycznej Marcelina Zawisza (19 206)                                                 |                                                                                                   | Polskie Stronnictwo Ludowe Paweł Kukiz (23 468)                                                   |                                                                                                   | KWW Mniejszość Niemiecka Ryszard Galla (13 957)                                                   |
| Województwo podkarpackie        | | |                                                                                                   | |                                                                                                   | |                                                                                                   |                                                                                                   |                                                                                                   |                                                                                                   |
| Nr                              | Posłowie wybrani z list poszczególnych komitetów wyborczych (w nawiasach liczba zdobytych głosów) | Posłowie wybrani z list poszczególnych komitetów wyborczych (w nawiasach liczba zdobytych głosów) | Posłowie wybrani z list poszczególnych komitetów wyborczych (w nawiasach liczba zdobytych głosów) | Posłowie wybrani z list poszczególnych komitetów wyborczych (w nawiasach liczba zdobytych głosów)                                                                                         | Posłowie wybrani z list poszczególnych komitetów wyborczych (w nawiasach liczba zdobytych głosów) | Posłowie wybrani z list poszczególnych komitetów wyborczych (w nawiasach liczba zdobytych głosów)       | Posłowie wybrani z list poszczególnych komitetów wyborczych (w nawiasach liczba zdobytych głosów) | Posłowie wybrani z list poszczególnych komitetów wyborczych (w nawiasach liczba zdobytych głosów) | Posłowie wybrani z list poszczególnych komitetów wyborczych (w nawiasach liczba zdobytych głosów) | Posłowie wybrani z list poszczególnych komitetów wyborczych (w nawiasach liczba zdobytych głosów) |
| 22                              | | Prawo i Sprawiedliwość Marek Kuchciński (61 262) Anna Schmidt-Rodziewicz (26 246) Piotr Uruski (20 740) Maria Kurowska (18 936) Piotr Babinetz (13 360) Teresa Pamuła (12 905) Adam Śnieżek (11 260) Tadeusz Chrzan (11 177)                                                               |                                                                                                   | KKW Koalicja Obywatelska PO .N iPL Zieloni Joanna Frydrych (18 623) Marek Rząsa (10 555)                                                                                                  |                                                                                                   | Polskie Stronnictwo Ludowe Mieczysław Kasprzak (11 363)                                                 |                                                                                                   |                                                                                                   |                                                                                                   |                                                                                                   |
| 23                              | Prawo i Sprawiedliwość Krzysztof Sobolewski (38 912) Marcin Warchoł (28 495) Rafał Weber (26 746) Zbigniew Chmielowiec (20 634) Jan Warzecha (18 913) Fryderyk Kapinos (18 450) Kazimierz Gołojuch (18 306) Kazimierz Moskal (17 444) Jerzy Paul (16 094) Andrzej Szlachta (15 115) | KKW Koalicja Obywatelska PO .N iPL Zieloni Paweł Poncyljusz (23 312) Krystyna Skowrońska (16 903) |                                                                                                   | Konfederacja Wolność i Niepodległość Grzegorz Braun (31 148) |                                                                                                   | Polskie Stronnictwo Ludowe Stanisław Tyszka (17 086)                                                    |                                                                                                   | Sojusz Lewicy Demokratycznej Wiesław Buż (15 605)                                                 |                                                                                                   |                                                                                                   |
| Województwo podlaskie           | | |                                                                                                   | |                                                                                                   | |                                                                                                   |                                                                                                   |                                                                                                   |                                                                                                   |
| Nr                              | Posłowie wybrani z list poszczególnych komitetów wyborczych (w nawiasach liczba zdobytych głosów) | Posłowie wybrani z list poszczególnych komitetów wyborczych (w nawiasach liczba zdobytych głosów) | Posłowie wybrani z list poszczególnych komitetów wyborczych (w nawiasach liczba zdobytych głosów) | Posłowie wybrani z list poszczególnych komitetów wyborczych (w nawiasach liczba zdobytych głosów)                                                                                         | Posłowie wybrani z list poszczególnych komitetów wyborczych (w nawiasach liczba zdobytych głosów) | Posłowie wybrani z list poszczególnych komitetów wyborczych (w nawiasach liczba zdobytych głosów)       | Posłowie wybrani z list poszczególnych komitetów wyborczych (w nawiasach liczba zdobytych głosów) | Posłowie wybrani z list poszczególnych komitetów wyborczych (w nawiasach liczba zdobytych głosów) | Posłowie wybrani z list poszczególnych komitetów wyborczych (w nawiasach liczba zdobytych głosów) | Posłowie wybrani z list poszczególnych komitetów wyborczych (w nawiasach liczba zdobytych głosów) |
| 24                              | | Prawo i Sprawiedliwość Dariusz Piontkowski (63 878) Jarosław Zieliński (40 092) Adam Andruszkiewicz (29 829) Lech Kołakowski (16 138) Kazimierz Gwiazdowski (14 101) Aleksandra Szczudło (12 222) Jacek Żalek (12 141) Mieczysław Baszko (11 060)                                          |                                                                                                   | KKW Koalicja Obywatelska PO .N iPL Zieloni Krzysztof Truskolaski (37 237) Robert Tyszkiewicz (17 185) Eugeniusz Czykwin (14 083)                                                          |                                                                                                   | Polskie Stronnictwo Ludowe Stefan Krajewski (13 439)                                                    |                                                                                                   | Sojusz Lewicy Demokratycznej Paweł Krutul (13 455)                                                |                                                                                                   | Konfederacja Wolność i Niepodległość Robert Winnicki (22 639)                                     |
| Województwo pomorskie           | | |                                                                                                   | |                                                                                                   | |                                                                                                   |                                                                                                   |                                                                                                   |                                                                                                   |
| Nr                              | Posłowie wybrani z list poszczególnych komitetów wyborczych (w nawiasach liczba zdobytych głosów) | Posłowie wybrani z list poszczególnych komitetów wyborczych (w nawiasach liczba zdobytych głosów) | Posłowie wybrani z list poszczególnych komitetów wyborczych (w nawiasach liczba zdobytych głosów) | Posłowie wybrani z list poszczególnych komitetów wyborczych (w nawiasach liczba zdobytych głosów)                                                                                         | Posłowie wybrani z list poszczególnych komitetów wyborczych (w nawiasach liczba zdobytych głosów) | Posłowie wybrani z list poszczególnych komitetów wyborczych (w nawiasach liczba zdobytych głosów)       | Posłowie wybrani z list poszczególnych komitetów wyborczych (w nawiasach liczba zdobytych głosów) | Posłowie wybrani z list poszczególnych komitetów wyborczych (w nawiasach liczba zdobytych głosów) | Posłowie wybrani z list poszczególnych komitetów wyborczych (w nawiasach liczba zdobytych głosów) | Posłowie wybrani z list poszczególnych komitetów wyborczych (w nawiasach liczba zdobytych głosów) |
| 25                              | | KKW Koalicja Obywatelska PO .N iPL Zieloni Jarosław Wałęsa (61 805) Piotr Adamowicz (41 795) Agnieszka Pomaska (39 103) Sławomir Neumann (25 202) Małgorzata Chmiel (13 557) Jerzy Borowczak (5491)                                                                                        |                                                                                                   | Prawo i Sprawiedliwość Kacper Płażyński (89 384) Jarosław Sellin (29 834) Kazimierz Smoliński (10 993) Tadeusz Cymański (8019)                                                            |                                                                                                   | Sojusz Lewicy Demokratycznej Beata Maciejewska (23 319)                                                 |                                                                                                   | Konfederacja Wolność i Niepodległość Michał Urbaniak (14 918)                                     |                                                                                                   |                                                                                                   |
| 26                              | | Prawo i Sprawiedliwość Marcin Horała (86 079) Piotr Müller (26 892) Aleksander Mrówczyński (16 726) Magdalena Sroka (9349) Janusz Śniadek (9342) |                                                                                                   | KKW Koalicja Obywatelska PO .N iPL Zieloni Barbara Nowacka (88 833) Henryka Krzywonos-Strycharska (14 508) Zbigniew Konwiński (13 286) Kazimierz Plocke (12 627) Tadeusz Aziewicz (9385)  | Sojusz Lewicy Demokratycznej Joanna Senyszyn (36 405) Marek Rutka (7929)                          | | Polskie Stronnictwo Ludowe Marek Biernacki (19 272)                                               |                                                                                                   | Konfederacja Wolność i Niepodległość Artur Dziambor (19 334)                                      |                                                                                                   |
| Województwo śląskie             | | |                                                                                                   | |                                                                                                   | |                                                                                                   |                                                                                                   |                                                                                                   |                                                                                                   |
| Nr                              | Posłowie wybrani z list poszczególnych komitetów wyborczych (w nawiasach liczba zdobytych głosów) | Posłowie wybrani z list poszczególnych komitetów wyborczych (w nawiasach liczba zdobytych głosów) | Posłowie wybrani z list poszczególnych komitetów wyborczych (w nawiasach liczba zdobytych głosów) | Posłowie wybrani z list poszczególnych komitetów wyborczych (w nawiasach liczba zdobytych głosów)                                                                                         | Posłowie wybrani z list poszczególnych komitetów wyborczych (w nawiasach liczba zdobytych głosów) | Posłowie wybrani z list poszczególnych komitetów wyborczych (w nawiasach liczba zdobytych głosów)       | Posłowie wybrani z list poszczególnych komitetów wyborczych (w nawiasach liczba zdobytych głosów) | Posłowie wybrani z list poszczególnych komitetów wyborczych (w nawiasach liczba zdobytych głosów) | Posłowie wybrani z list poszczególnych komitetów wyborczych (w nawiasach liczba zdobytych głosów) | Posłowie wybrani z list poszczególnych komitetów wyborczych (w nawiasach liczba zdobytych głosów) |
| 27                              | | Prawo i Sprawiedliwość Stanisław Szwed (65 315) Grzegorz Puda (23 907) Przemysław Drabek (19 770) Kazimierz Matuszny (12 967) Grzegorz Gaża (11 526) |                                                                                                   | KKW Koalicja Obywatelska PO .N iPL Zieloni Mirosława Nykiel (46 849) Małgorzata Pępek (17 914) Mirosław Suchoń (10 039)                                                                   |                                                                                                   | Sojusz Lewicy Demokratycznej Przemysław Koperski (22 055)                                               |                                                                                                   |                                                                                                   |                                                                                                   |                                                                                                   |
| 28                              | Prawo i Sprawiedliwość Szymon Giżyński (42 325) Lidia Burzyńska (24 672) Andrzej Gawron (13 888) Mariusz Trepka (12 881) | KKW Koalicja Obywatelska PO .N iPL Zieloni Izabela Leszczyna (36 266) Andrzej Szewiński (10 023) | Sojusz Lewicy Demokratycznej Zdzisław Wolski (18 527)                                             | |                                                                                                   | |                                                                                                   |                                                                                                   |                                                                                                   |                                                                                                   |
| 29                              | Prawo i Sprawiedliwość Bożena Borys-Szopa (49 914) Wojciech Szarama (16 649) Barbara Dziuk (11 399) Jarosław Gonciarz (8980) | KKW Koalicja Obywatelska PO .N iPL Zieloni Marta Golbik (35 129) Krystyna Szumilas (24 372) Tomasz Głogowski (12 120) Tomasz Olichwer (7837) | Sojusz Lewicy Demokratycznej Wanda Nowicka (25 767)                                               | |                                                                                                   | |                                                                                                   |                                                                                                   |                                                                                                   |                                                                                                   |
| 30                              | Prawo i Sprawiedliwość Bolesław Piecha (38 809) Michał Woś (37 763) Adam Gawęda (26 291) Teresa Glenc (14 274) Grzegorz Matusiak (11 195) | KKW Koalicja Obywatelska PO .N iPL Zieloni Marek Krząkała (33 962) Krzysztof Gadowski (18 799) Gabriela Lenartowicz (11 838) | Sojusz Lewicy Demokratycznej Maciej Kopiec (14 973)                                               | |                                                                                                   | |                                                                                                   |                                                                                                   |                                                                                                   |                                                                                                   |
| 31                              | Prawo i Sprawiedliwość Mateusz Morawiecki (133 687) Michał Wójcik (8315) Jerzy Polaczek (7621) Marek Wesoły (6091) Andrzej Sośnierz (6061) | KKW Koalicja Obywatelska PO .N iPL Zieloni Borys Budka (99 550) Monika Rosa (13 918) Ewa Kołodziej (11 549) Michał Gramatyka (9304) Wojciech Król (7604) | Sojusz Lewicy Demokratycznej Maciej Konieczny (22 262)                                            | | Konfederacja Wolność i Niepodległość Dobromir Sośnierz (22 191)                                   | |                                                                                                   |                                                                                                   |                                                                                                   |                                                                                                   |
| 32                              | Prawo i Sprawiedliwość Ewa Malik (46 773) Waldemar Andzel (21 723) Robert Warwas (20 354) Danuta Nowicka (7574) | KKW Koalicja Obywatelska PO .N iPL Zieloni Barbara Dolniak (39 656) Wojciech Saługa (18 738) Mateusz Bochenek (15 421) | Sojusz Lewicy Demokratycznej Włodzimierz Czarzasty (31 244) Rafał Adamczyk (12 148)               | |                                                                                                   | |                                                                                                   |                                                                                                   |                                                                                                   |                                                                                                   |
| Województwo świętokrzyskie      | | |                                                                                                   | |                                                                                                   | |                                                                                                   |                                                                                                   |                                                                                                   |                                                                                                   |
| Nr                              | Posłowie wybrani z list poszczególnych komitetów wyborczych (w nawiasach liczba zdobytych głosów) | Posłowie wybrani z list poszczególnych komitetów wyborczych (w nawiasach liczba zdobytych głosów) | Posłowie wybrani z list poszczególnych komitetów wyborczych (w nawiasach liczba zdobytych głosów) | Posłowie wybrani z list poszczególnych komitetów wyborczych (w nawiasach liczba zdobytych głosów)                                                                                         | Posłowie wybrani z list poszczególnych komitetów wyborczych (w nawiasach liczba zdobytych głosów) | Posłowie wybrani z list poszczególnych komitetów wyborczych (w nawiasach liczba zdobytych głosów)       | Posłowie wybrani z list poszczególnych komitetów wyborczych (w nawiasach liczba zdobytych głosów) | Posłowie wybrani z list poszczególnych komitetów wyborczych (w nawiasach liczba zdobytych głosów) | Posłowie wybrani z list poszczególnych komitetów wyborczych (w nawiasach liczba zdobytych głosów) | Posłowie wybrani z list poszczególnych komitetów wyborczych (w nawiasach liczba zdobytych głosów) |
| 33                              | | Prawo i Sprawiedliwość Zbigniew Ziobro (115 903) Anna Krupka (69 946) Agata Wojtyszek (18 333) Krzysztof Lipiec (14 544) Michał Cieślak (12 310) Andrzej Kryj (7690) Bartłomiej Dorywalski (7386) Piotr Wawrzyk (6750) Marek Kwitek (5453) Mariusz Gosek (4621)                            |                                                                                                   | KKW Koalicja Obywatelska PO .N iPL Zieloni Bartłomiej Sienkiewicz (35 009) Marzena Okła-Drewnowicz (15 532) Adam Cyrański (9864)                                                          |                                                                                                   | Sojusz Lewicy Demokratycznej Andrzej Szejna (24 337)                                                    |                                                                                                   | Polskie Stronnictwo Ludowe Czesław Siekierski (12 745)                                            |                                                                                                   | Konfederacja Wolność i Niepodległość Krzysztof Bosak (22 158)                                     |
| Województwo warmińsko-mazurskie | | |                                                                                                   | |                                                                                                   | |                                                                                                   |                                                                                                   |                                                                                                   |                                                                                                   |
| Nr                              | Posłowie wybrani z list poszczególnych komitetów wyborczych (w nawiasach liczba zdobytych głosów) | Posłowie wybrani z list poszczególnych komitetów wyborczych (w nawiasach liczba zdobytych głosów) | Posłowie wybrani z list poszczególnych komitetów wyborczych (w nawiasach liczba zdobytych głosów) | Posłowie wybrani z list poszczególnych komitetów wyborczych (w nawiasach liczba zdobytych głosów)                                                                                         | Posłowie wybrani z list poszczególnych komitetów wyborczych (w nawiasach liczba zdobytych głosów) | Posłowie wybrani z list poszczególnych komitetów wyborczych (w nawiasach liczba zdobytych głosów)       | Posłowie wybrani z list poszczególnych komitetów wyborczych (w nawiasach liczba zdobytych głosów) | Posłowie wybrani z list poszczególnych komitetów wyborczych (w nawiasach liczba zdobytych głosów) | Posłowie wybrani z list poszczególnych komitetów wyborczych (w nawiasach liczba zdobytych głosów) | Posłowie wybrani z list poszczególnych komitetów wyborczych (w nawiasach liczba zdobytych głosów) |
| 34                              | | Prawo i Sprawiedliwość Leonard Krasulski (19 747) Zbigniew Babalski (19 293) Robert Gontarz (7702) Adam Ołdakowski (5886) |                                                                                                   | KKW Koalicja Obywatelska PO .N iPL Zieloni Jacek Protas (24 266) Elżbieta Gelert (11 590)                                                                                                 |                                                                                                   | Sojusz Lewicy Demokratycznej Monika Falej (11 093)                                                      |                                                                                                   | Polskie Stronnictwo Ludowe Zbigniew Ziejewski (9028)                                              |                                                                                                   |                                                                                                   |
| 35                              | Prawo i Sprawiedliwość Wojciech Maksymowicz (31 575) Iwona Arent (17 916) Michał Wypij (14 170) Wojciech Kossakowski (11 257) Jerzy Małecki (9631) | KKW Koalicja Obywatelska PO .N iPL Zieloni Janusz Cichoń (26 402) Paweł Papke (19 415) Anna Wojciechowska (7391) | Sojusz Lewicy Demokratycznej Marcin Kulasek (20 453)                                              | Polskie Stronnictwo Ludowe Urszula Pasławska (19 528) |                                                                                                   | |                                                                                                   |                                                                                                   |                                                                                                   |                                                                                                   |
| Województwo wielkopolskie       | | |                                                                                                   | |                                                                                                   | |                                                                                                   |                                                                                                   |                                                                                                   |                                                                                                   |
| Nr                              | Posłowie wybrani z list poszczególnych komitetów wyborczych (w nawiasach liczba zdobytych głosów) | Posłowie wybrani z list poszczególnych komitetów wyborczych (w nawiasach liczba zdobytych głosów) | Posłowie wybrani z list poszczególnych komitetów wyborczych (w nawiasach liczba zdobytych głosów) | Posłowie wybrani z list poszczególnych komitetów wyborczych (w nawiasach liczba zdobytych głosów)                                                                                         | Posłowie wybrani z list poszczególnych komitetów wyborczych (w nawiasach liczba zdobytych głosów) | Posłowie wybrani z list poszczególnych komitetów wyborczych (w nawiasach liczba zdobytych głosów)       | Posłowie wybrani z list poszczególnych komitetów wyborczych (w nawiasach liczba zdobytych głosów) | Posłowie wybrani z list poszczególnych komitetów wyborczych (w nawiasach liczba zdobytych głosów) | Posłowie wybrani z list poszczególnych komitetów wyborczych (w nawiasach liczba zdobytych głosów) | Posłowie wybrani z list poszczególnych komitetów wyborczych (w nawiasach liczba zdobytych głosów) |
| 36                              | | Prawo i Sprawiedliwość Jan Dziedziczak (60 599) Marlena Maląg (25 695) Jan Mosiński (16 479) Katarzyna Sójka (15 860) Tomasz Ławniczak (13 496) Piotr Kaleta (12 632) |                                                                                                   | KKW Koalicja Obywatelska PO .N iPL Zieloni Mariusz Witczak (36 120) Jarosław Urbaniak (17 767) Grzegorz Rusiecki (12 886)                                                                 |                                                                                                   | Sojusz Lewicy Demokratycznej Wiesław Szczepański (23 799) Karolina Pawliczak (14 209)                   |                                                                                                   | Polskie Stronnictwo Ludowe Andrzej Grzyb (21 214)                                                 |                                                                                                   |                                                                                                   |
| 37                              | Prawo i Sprawiedliwość Zbigniew Hoffmann (42 859) Zbigniew Dolata (23 116) Ryszard Bartosik (17 338) Leszek Galemba (16 521) Witold Czarnecki (16 502) | KKW Koalicja Obywatelska PO .N iPL Zieloni Tomasz Nowak (23 693) Paulina Hennig-Kloska (16 813) | Sojusz Lewicy Demokratycznej Tadeusz Tomaszewski (17 515)                                         | Polskie Stronnictwo Ludowe Jacek Tomczak (9833) |                                                                                                   | |                                                                                                   |                                                                                                   |                                                                                                   |                                                                                                   |
| 38                              | Prawo i Sprawiedliwość Krzysztof Czarnecki (38 116) Marcin Porzucek (27 077) Marta Kubiak (13 191) Grzegorz Piechowiak (9232) | KKW Koalicja Obywatelska PO .N iPL Zieloni Jakub Rutnicki (39 344) Maria Janyska (30 783) Zbigniew Ajchler (6654) |                                                                                                   | Polskie Stronnictwo Ludowe Krzysztof Paszyk (13 585) |                                                                                                   | Sojusz Lewicy Demokratycznej Romuald Ajchler (14 438)                                                   |                                                                                                   |                                                                                                   |                                                                                                   |                                                                                                   |
| 39                              | | KKW Koalicja Obywatelska PO .N iPL Zieloni Joanna Jaśkowiak (67 822) Adam Szłapka (51 951) Franciszek Sterczewski (25 060) Waldy Dzikowski (19 704) Rafał Grupiński (17 933) |                                                                                                   | Prawo i Sprawiedliwość Jadwiga Emilewicz (43 958) Szymon Szynkowski vel Sęk (24 233) Bartłomiej Wróblewski (22 181)                                                                       |                                                                                                   | Sojusz Lewicy Demokratycznej Katarzyna Ueberhan (33 373) Katarzyna Kretkowska (16 061)                  |                                                                                                   |                                                                                                   |                                                                                                   |                                                                                                   |
| Województwo zachodniopomorskie  | | |                                                                                                   | |                                                                                                   | |                                                                                                   |                                                                                                   |                                                                                                   |                                                                                                   |
| Nr                              | Posłowie wybrani z list poszczególnych komitetów wyborczych (w nawiasach liczba zdobytych głosów) | Posłowie wybrani z list poszczególnych komitetów wyborczych (w nawiasach liczba zdobytych głosów) | Posłowie wybrani z list poszczególnych komitetów wyborczych (w nawiasach liczba zdobytych głosów) | Posłowie wybrani z list poszczególnych komitetów wyborczych (w nawiasach liczba zdobytych głosów)                                                                                         | Posłowie wybrani z list poszczególnych komitetów wyborczych (w nawiasach liczba zdobytych głosów) | Posłowie wybrani z list poszczególnych komitetów wyborczych (w nawiasach liczba zdobytych głosów)       | Posłowie wybrani z list poszczególnych komitetów wyborczych (w nawiasach liczba zdobytych głosów) | Posłowie wybrani z list poszczególnych komitetów wyborczych (w nawiasach liczba zdobytych głosów) | Posłowie wybrani z list poszczególnych komitetów wyborczych (w nawiasach liczba zdobytych głosów) | Posłowie wybrani z list poszczególnych komitetów wyborczych (w nawiasach liczba zdobytych głosów) |
| 40                              | | Prawo i Sprawiedliwość Czesław Hoc (33 083) Paweł Szefernaker (22 116) Małgorzata Golińska (16 497) |                                                                                                   | KKW Koalicja Obywatelska PO .N iPL Zieloni Piotr Zientarski (18 771) Marek Hok (11 572) Jerzy Hardie-Douglas (10 280)                                                                     |                                                                                                   | Sojusz Lewicy Demokratycznej Małgorzata Prokop-Paczkowska (15 300)                                      |                                                                                                   | Polskie Stronnictwo Ludowe Radosław Lubczyk (6712)                                                |                                                                                                   |                                                                                                   |
| 41                              | | KKW Koalicja Obywatelska PO .N iPL Zieloni Sławomir Nitras (78 513) Arkadiusz Marchewka (30 047) Magdalena Filiks (14 224) Grzegorz Napieralski (11 766) Artur Łącki (5668) |                                                                                                   | Prawo i Sprawiedliwość Marek Gróbarczyk (58 912) Leszek Dobrzyński (14 105) Michał Jach (11 881) Artur Szałabawka (11 346)                                                                | Sojusz Lewicy Demokratycznej Dariusz Wieczorek (24 924) Katarzyna Kotula (7557)                   | Polskie Stronnictwo Ludowe Jarosław Rzepa (12 622)                                                      |                                                                                                   |                                                                                                   |                                                                                                   |                                                                                                   |

## Zmiany w składzie
- 12 listopada 2019
  - Elżbieta Witek została wybrana na marszałka Sejmu.
  - Włodzimierz Czarzasty został wybrany na wicemarszałka Sejmu.
  - Małgorzata Gosiewska została wybrana na wicemarszałka Sejmu.
  - Małgorzata Kidawa-Błońska została wybrana na wicemarszałka Sejmu.
  - Ryszard Terlecki został wybrany na wicemarszałka Sejmu.
  - Piotr Zgorzelski został wybrany na wicemarszałka Sejmu.
- 27 listopada 2019
  - Marek Opioła utracił mandat w związku z wyborem na wiceprezesa Najwyższej Izby Kontroli.
- 12 grudnia 2019
  - Waldemar Olejniczak zastąpił Marka Opiołę na zwolnionym przez niego miejscu. Dołączył do KP Prawo i Sprawiedliwość.
- 13 stycznia 2020
  - Ewa Leniart utraciła mandat w związku z powołaniem na wojewodę podkarpackiego.
- 15 stycznia 2020
  - Władysław Dajczak utracił mandat w związku z powołaniem na wojewodę lubuskiego.
- 22 stycznia 2020
  - Jacek Kurzępa zastąpił Władysława Dajczaka na zwolnionym przez niego miejscu. Dołączył do KP Prawo i Sprawiedliwość.
  - Andrzej Szlachta zastąpił Ewę Leniart na zwolnionym przez nią miejscu. Dołączył do KP Prawo i Sprawiedliwość.
- 1 lutego 2020
  - Dominik Tarczyński utracił mandat w związku z objęciem mandatu posła do Parlamentu Europejskiego.
- 12 lutego 2020
  - Mariusz Gosek zastąpił Dominika Tarczyńskiego na zwolnionym przez niego miejscu. Dołączył do KP Prawo i Sprawiedliwość.
- 8 września 2020
  - Hanna Gill-Piątek wystąpiła z KKP Lewicy i została posłanką niezrzeszoną.
- 4 listopada 2020
  - Adam Lipiński utracił mandat w związku z powołaniem na członka Zarządu i Wiceprezesa Narodowego Banku Polskiego.
- 24 listopada 2020
  - Lech Kołakowski wystąpił z KP Prawo i Sprawiedliwość i został posłem niezrzeszonym.
- 27 listopada 2020
  - Szymon Pogoda zastąpił Adama Lipińskiego na zwolnionym przez niego miejscu. Dołączył do KP Prawo i Sprawiedliwość.
- 30 listopada 2020
  - Agnieszka Ścigaj wystąpiła z KP Koalicja Polska i została posłanką niezrzeszoną.
- 9 grudnia 2020
  - Paweł Kukiz, Jarosław Sachajko, Paweł Szramka, Stanisław Tyszka, Stanisław Żuk zostali wykluczeni z KP Koalicja Polska i zostali posłami niezrzeszonymi.
- 31 grudnia 2020
  - Jolanta Fedak zmarła, a jej mandat wygasł.
- 20 stycznia 2021
  - Joanna Mucha wystąpiła z KP Koalicja Obywatelska i została posłanką niezrzeszoną.
- 2 lutego 2021
  - Powstało Koło poselskie Kukiz’15 – Demokracja Bezpośrednia. W jego skład weszli Paweł Kukiz, Jarosław Sachajko, Paweł Szramka, Stanisław Tyszka i Stanisław Żuk.
- 15 lutego 2021
  - Paulina Hennig-Kloska wystąpiła z KP Koalicja Obywatelska i została posłanką niezrzeszoną.
- 16 lutego 2021
  - Powstało Koło parlamentarne Polska 2050. W jego skład weszły Hanna Gill-Piątek, Paulina Hennig-Kloska i Joanna Mucha.
- 2 marca 2021
  - Tomasz Zimoch wystąpił z KP Koalicja Obywatelska i został posłem niezrzeszonym.
- 16 marca 2021
  - Łukasz Mejza zastąpił Jolantę Fedak na zwolnionym przez nią miejscu. Pozostał posłem niezrzeszonym.
- 17 marca 2021
  - Tomasz Zimoch wstąpił do KP Polska 2050.
- 21 marca 2021
  - Monika Pawłowska wystąpiła z KKP Lewicy i została posłanką niezrzeszoną.
- 6 kwietnia 2021
  - Anna Wasilewska zmarła, a jej mandat wygasł.
- 14 kwietnia 2021
  - Wojciech Maksymowicz wystąpił z KP Prawo i Sprawiedliwość i został posłem niezrzeszonym.
- 20 kwietnia 2021
  - Mirosław Suchoń wystąpił z KP Koalicja Obywatelska i wstąpił do KP Polska 2050.
- 29 kwietnia 2021
  - Andrzej Sośnierz wystąpił z KP Prawo i Sprawiedliwość.
  - Paweł Szramka wystąpił z KP Kukiz’15 – Demokracja Bezpośrednia.
  - Powstało Koło poselskie Polskie Sprawy. W jego skład weszli Andrzej Sośnierz, Paweł Szramka i Agnieszka Ścigaj.
- 4 maja 2021
  - Anna Wojciechowska zastąpiła Annę Wasilewską na zwolnionym przez nią miejscu. Dołączyła do KP Koalicja Obywatelska.
- 16 maja 2021
  - Jerzy Wilk zmarł, a jego mandat wygasł.
- 20 maja 2021
  - Ireneusz Raś i Paweł Zalewski zostali wykluczeni z KP Koalicja Obywatelska i zostali posłami niezrzeszonymi.
  - Wojciech Maksymowicz wstąpił do KP Polska 2050.
- 28 maja 2021
  - Adam Ołdakowski zastąpił Jerzego Wilka na zwolnionym przez niego miejscu. Dołączył do KP Prawo i Sprawiedliwość.
- 10 czerwca 2021
  - Killion Munyama zrzekł się mandatu poselskiego.
- 15 czerwca 2021
  - Zbigniew Ajchler zastąpił Killiona Munyamę na zwolnionym przez niego miejscu. Pozostał posłem niezrzeszonym.
- 16 czerwca 2021
  - Ireneusz Raś wstąpił do KP Koalicja Polska.
- 25 czerwca 2021
  - Arkadiusz Czartoryski, Zbigniew Girzyński i Małgorzata Janowska wystąpili z KP Prawo i Sprawiedliwość.
  - Powstało Koło poselskie Wybór Polska, w którego skład weszli Arkadiusz Czartoryski, Zbigniew Girzyński i Małgorzata Janowska.
- 1 lipca 2021
  - Lech Kołakowski wstąpił do KP Prawo i Sprawiedliwość.
- 2 lipca 2021
  - Michał Gramatyka wystąpił z KP Koalicja Obywatelska i wstąpił do KP Polska 2050.
- 7 lipca 2021
  - Arkadiusz Czartoryski wstąpił do KP Prawo i Sprawiedliwość. W związku z tym KP Wybór Polska przestało istnieć, a Zbigniew Girzyński i Małgorzata Janowska zostali posłami niezrzeszonymi.
- 8 lipca 2021
  - Zbigniew Girzyński i Małgorzata Janowska wstąpili do KP Polskie Sprawy.
- 14 lipca 2021
  - Małgorzata Janowska wystąpiła z KP Polskie Sprawy i wstąpiła do KP Prawo i Sprawiedliwość.
- 12 sierpnia 2021
  - Stanisław Bukowiec, Jarosław Gowin, Iwona Michałek, Magdalena Sroka i Michał Wypij wystąpili z KP Prawo i Sprawiedliwość.
  - Powstało Koło parlamentarne Porozumienie Jarosława Gowina. W jego skład weszli Stanisław Bukowiec, Jarosław Gowin, Iwona Michałek, Monika Pawłowska, Magdalena Sroka i Michał Wypij.
- 30 września 2021
  - Monika Pawłowska wystąpiła z KP Porozumienie Jarosława Gowina i została posłanką niezrzeszoną.
- 1 października 2021
  - Monika Pawłowska wstąpiła do KP Prawo i Sprawiedliwość.
- 28 października 2021
  - Paweł Zalewski wstąpił do KP Polska 2050.
- 14 grudnia 2021
  - Andrzej Rozenek, Joanna Senyszyn i Robert Kwiatkowski wystąpili z KKP Lewicy.
  - Powstało Koło parlamentarne Polska Partia Socjalistyczna. W jego skład weszli Andrzej Rozenek, Joanna Senyszyn i Robert Kwiatkowski.
- 1 lutego 2022
  - Łukasz Szumowski zrzekł się mandatu poselskiego.
- 8 lutego 2022
  - Rafał Romanowski zastąpił Łukasza Szumowskiego na zwolnionym przez niego miejscu. Dołączył do KP Prawo i Sprawiedliwość.
- 9 lutego 2022
  - Wiesław Janczyk utracił mandat na skutek wyboru przez Sejm na członka Rady Polityki Pieniężnej.
- 23 lutego 2022
  - Elżbieta Zielińska zastąpiła Wiesława Janczyka na zwolnionym przez niego miejscu. Dołączyła do KP Prawo i Sprawiedliwość.
- 22 czerwca 2022
  - Paweł Szramka wystąpił z KP Polskie Sprawy i został posłem niezrzeszonym.
- 6 października 2022
  - Gabriela Masłowska utraciła mandat na skutek wyboru przez Sejm na członka Rady Polityki Pieniężnej.
- 20 października 2022
  - Krzysztof Głuchowski zastąpił Gabrielę Masłowską na zwolnionym przez nią miejscu. Dołączył do KP Prawo i Sprawiedliwość.
- 7 listopada 2022
  - Stanisław Tyszka wystąpił z KP Kukiz’15 i został posłem niezrzeszonym.
- 16 listopada 2022
  - Stanisław Tyszka wstąpił do KP Konfederacja.
- 24 listopada 2022
  - Jerzy Bielecki zrzekł się mandatu poselskiego.
- 30 listopada 2022
  - Leszek Kowalczyk zastąpił Jerzego Bieleckiego na zwolnionym przez niego miejscu. Dołączył do KP Prawo i Sprawiedliwość.
- 13 grudnia 2022
  - Wojciech Maksymowicz wystąpił z KP Polska 2050 i został posłem niezrzeszonym.
- 5 lutego 2023
  - KP Polskiej Partii Socjalistycznej zmieniło nazwę na Koło Parlamentarne Lewicy Demokratycznej.
- 6 lutego 2023
  - Michał Wypij wystąpił z KP Porozumienie Jarosława Gowina i został posłem niezrzeszonym.
- 8 lutego 2023
  - Hanna Gill-Piątek wystąpiła z KP Polska 2050 i została posłanką niezrzeszoną.
- 11 lutego 2023
  - Artur Dziambor został wykluczony z KP Konfederacja i został posłem niezrzeszonym.
- 13 lutego 2023
  - Jakub Kulesza i Dobromir Sośnierz wystąpili z KP Konfederacja.
  - Powstało Koło poselskie Wolnościowcy. W jego skład weszli Artur Dziambor, Jakub Kulesza i Dobromir Sośnierz.
- 31 marca 2023
  - Marek Zagórski zrzekł się mandatu poselskiego.
- 12 kwietnia 2023
  - Iwona Kurowska zastąpiła Marka Zagórskiego na zwolnionym przez niego miejscu. Dołączyła do KP Prawo i Sprawiedliwość.
- 25 maja 2023
  - Riad Haidar zmarł, a jego mandat wygasł.
- 7 czerwca 2023
  - Karolina Pawliczak wystąpiła z KKP Lewicy i została posłanką niezrzeszoną.
- 13 czerwca 2023
  - Stanisław Żmijan zastąpił Riada Haidara na zwolnionym przez niego miejscu. Dołączył do KP Koalicja Obywatelska.
- 20 lipca 2023
  - Stanisław Bukowiec, Iwona Michałek i Magdalena Sroka wstąpili do KP Koalicja Polska. W związku z tym KP Porozumienie Jarosława Gowina przestało istnieć, a Jarosław Gowin został posłem niezrzeszonym.
- 21 lipca 2023
  - Anna Siarkowska wystąpiła z KP Prawo i Sprawiedliwość i wstąpiła do KP Konfederacja.
- 27 lipca 2023
  - Bogusław Sonik wystąpił z KP Koalicji Obywatelskiej i został posłem niezrzeszonym.
- 31 lipca 2023
  - Dobromir Sośnierz wstąpił do KP Konfederacja. W związku z tym KP Wolnościowcy przestało istnieć, a Artur Dziambor i Jakub Kulesza zostali posłami niezrzeszonymi.
- 17 sierpnia 2023
  - Hanna Gill-Piątek, Karolina Pawliczak i Michał Wypij wstąpili do KP Koalicja Obywatelska.
- 18 sierpnia 2023
  - Paweł Szramka wstąpił do KP Koalicja Obywatelska.
- 22 sierpnia 2023
  - Beata Maciejewska wystąpiła z KKP Lewicy i została posłanką niezrzeszoną.
- 23 października 2023
  - Dariusz Kurzawa utracił mandat w związku z wyborem na wicemarszałka województwa kujawsko-pomorskiego.